# Rhynchosia gansole
Rhynchosia gansole är en ärtväxtart som beskrevs av Emilio Chiovenda. Rhynchosia gansole ingår i släktet Rhynchosia och familjen ärtväxter. Inga underarter finns listade i Catalogue of Life.